# La sabateta al balcó
La sabateta al balcó és una comèdia en dos actes i en vers, original de Frederic Soler, estrenada al Teatre de l'Odèon de Barcelona, el 10 de febrer de 1868. L'acció passa a Barcelona i a casa de Don Carlos.

## Repartiment
- Helena: Carlota de Mena
- Elvira: Carme Rossell i Mañé
- Avi: Andreu Cazurro
- Carlos: Joan Beltran
- Jorge: Hermenegild Goula
- Ramon: Joaquim Bigorria
- Pere: ?
- Tobies (negre): ?

## Edicions
- 2ª ed.: Impremta de Salvador Bonavia. Barcelona, 1910